# Estadio Río Parapití
Das Estadio Río Parapití ist ein Fußballstadion in der paraguayischen Stadt Pedro Juan Caballero. Es wurde 1964 eingeweiht. Nach einer Renovierung für die Copa América wurde es 1999 wiedereröffnet und fasst heute 22.000 Zuschauer. Der Fußballverein Club 2 de Mayo trägt hier seine Heimspiele aus.
Während der Copa América 1999 spielten hier die Mannschaften von Paraguay, Bolivien und von Peru. Des Weiteren wurden im Estadio Río Parapití zehn Partien während der U-20-Fußball-Südamerikameisterschaft 2007 ausgetragen.